# QS Virginis
Désignations
QS Virginis est une étoile binaire à éclipses de la constellation de la Vierge. Le système est distant de ∼ 163 a.l. (∼ 50 pc) de la Terre.

## Variabilité
QS Virginis A est une naine blanche de type DA et QS Virginis B est une naine rouge ; elle est cataloguée une variable de type Algol (binaire détachée), mais des observations de rotation de la naine blanche indiquent qu'il pourrait s'agir d'une variable cataclysmique en hibernation. Par ailleurs la naine rouge est une étoile éruptive.

## Naine blanche
Les observations de XMM-Newton portent les signatures du transfert de la matière de la naine rouge vers la naine blanche.

## Planète
En 2009, on a découvert une exoplanète autour de QS Vir à une distance de 4,2 UA[réf. nécessaire].